# Răzvan Popa
Răzvan Popa, né le 20 janvier 1978 à Brașov, est un homme politique roumain. Il est député européen de 2017 à 2019.